# Бон Скот
Роналд Белфорд "Бон" Скот (енгл. Ronald Belford "Bon" Scott; 9. јул 1946 — 19. фебруар 1980) је био аустралијски певач, рођен у Шкотској, познат као певач и текстописац аустралијског хард рок бенда AC/DC од 1974. до своје смрти 1980. Рођен је у Форфару и живео је у Кириемуиру, Шкотска, до своје шесте године, када се преселио у Мелбурн, Аустралија. У почетку је, са породицом, живео у предграђу Суншајн четири године, након чега се преселио у Фремантле, Западна Аустралија.
Свој први бенд, The Spektors, основао је 1964. као бубњар и повремени главни певач. Наступао је у неколико других бендова, укључујући The Valentines и Fraternity пре него што је заменио Дејва Еванса као певача AC/DC 1974.
У јулу 2004. магазин Класик Рок га је ставио на место број један на листи "100 највећих фронтмена свих времена" испред Фредија Меркјурија и Роберта Планта. Магазин "Хит Парадер" 2006. је ранкирао Скота на пето место "100 највећих хеви метал вокала".
Популарност AC/DC је расла током 1970-их, у почетку само у Аустралији, а затим и у остатку света. Њихов албум Highway to Hell, из 1979. је достигао Топ 20 у САД, а бенд је био на ивици комерцијалног успеха. Међутим, 19. фебруара 1980, Скот је преминуо након ноћног изласка у Лондону. AC/DC је накратко размишљао о распаду, али је група убрзо пронашла новог певача, Брајана Џонсона, из британског глам рок бенда Geordie. Након само пет месеци пуштен је албум Back in Black, посвећен Скоту. Он је постао други најпродаванији албум у историји. Једини продаванији од њега је Мајкл Џексонов Thriller.

## Биографија

### 1946—64: Ране године
Роналд Белфорд Скот је рођен 9. јула 1946. у Фифе Џејмисон породилишту, Форфар, Шкотска, од оца Чарлса Белфорд "Чик" Скота (*1917†1999) и мајке Изабеле Канигхем "Иса" Мичел (*1917—†2011), а одрастао је у Кириемуру. Бон је био друго дете његових родитеља. Први је дечак, Сенди, који је умро убрзо након рођења. Треће дете, Дерек, рођен је 1949.
Породица Скот је емигрирала из Шкотске у Аустралију 1952. Породица је у почетку живела у предграђу Мелбурна, Саншајн; Бон је ишао у оближњу основну школу. Други брат, а четврто дете, Греми, рођен је 1953.
Породица се преселила у Фремантле, Западна Аустралија 1956, а Скот се придружио Фремантле Скотс Пајп Бенду, где је учио да свира бубњеве. Скот је ишао у Норт Фремантле основну школу и касније у Џон Куртин уметнички колеџ док није одустао, са 15 година, и провео кратко време у Фремантлском поправном центру је и девет месеци у Ривербанк институцији за малолетну деликвенцију због оптужби за давање лажног имена и адресе полицији, побегао је старатељима, и крађу дванаест литара бензина. Он је покушао да се придружи војсци Аустралије, али је одбијен због "друштвене неприлагођености."